# Ravi (Rapper)

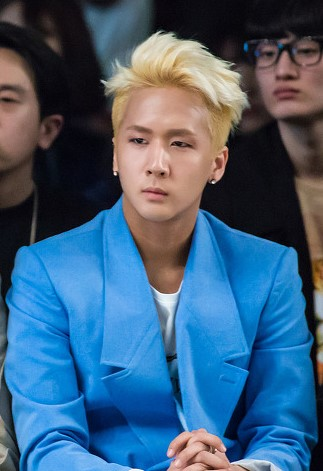
Ravi auf der Seoul Fashion Week 2015

Kim Won-sik (kor. 김원식, geb. 15. Februar 1993), besser bekannt als Ravi (kor. 라비), ist ein südkoreanischer Rapper, Songwriter, Produzent und Model, der bei Jellyfish Entertainment unter Vertrag steht. Er ist Mitglied der südkoreanischen Boygroup VIXX und deren Subgruppe VIXX LR.

## Leben

### 2012–2013: Debüt mit VIXX und Komposition
Ravi war einer von zehn Auszubildenden, die in die Mnet-Realityshow MyDOL gewählt wurden, und wurde letztendlich Teil der finalen Endaufstellung der neuen Boygroup VIXX. Die Gruppe hatte mit Super Hero am 24. Mai 2012 auf M! Countdown ihr Debüt. Während MyDOL war er in Brian Joos Musikvideo zu Let this Die und Seo In-guks Musikvideo zu Shake It Up zu sehen. An dem Songtext der debüt Single von VIXX war er mit beteiligt.
2013 war er zusammen mit seinen Gruppen Mitgliedern in Episode 4 des SBS-TV-Dramas The Heirs – Highschool der Superreichen zu sehen.

### 2014–2015: Kollaborationen und Debüt mit Subgruppe: VIXX LR
2014 arbeitete Ravi zusammen mit dem amerikanischen Musiker Chad Future für den Song Rock the World aus Future’s erstem Mini-Album. Ravi erschien ebenfalls in dem Musikvideo zur Single.
2015 wurde er Kandidat des Mnet TV-Rap-Wettbewerbes Show Me the Money 4, schied aber bereits in der zweiten Runde aus. Ravi war in dem chinesischen Song Diamond Love des südkoreanischen Sängers Rain, aus dem Soundtrack des chinesischen Dramas Diamond Lover (克拉戀人), zu hören.
Am 7. August 2015 veröffentlichte Jellyfish Entertainment einen Videotrailer auf der offiziellen Website von VIXX. Dort war ein mysteriöser Countdown mit der Silhouette des letzten Albums Boys’ Record zu sehen. Als die Zeit abgelaufen war, verschwanden die VIXX-Mitglieder, bis schließlich nur noch Leo und Ravi zu sehen waren. Dies veranlasste die Fans dazu zu vermuten, dass es ein anderes Comeback für alle 6 Mitglieder bedeuten würde. Der Videotrailer von VIXX LR wurde dann veröffentlicht.
Von Jellyfish Entertainment wurde bestätigt, dass VIXX LR die erste Subgruppe von VIXX sei, bestehend aus dem Rapper Ravi und dem Sänger Leo. Ihr Debüt machten sie mit dem Mini-Album Beautiful Liar, das am 17. August 2015 veröffentlicht wurde. Am selben Tag hatten sie ihren ersten Auftritt mit Beautiful Liar in der Yes24 Muv Hall in Mapo-gu, Seoul.
Im Dezember 2015 war Ravi in einer Kollaboration mit der Girlgroup Melody Day auf der Single When It Rains (kor. 비가 내리면) als Teil von deren Winterprojekt zu hören.
Am 31. Dezember 2015 postete Ravi auf seinem Twitter und Instagram-Account einen Teaser für sein erstes eigenes Mixtape [R.EBIRTH], welches er selbst komponiert, geschrieben und produziert hat.

### 2016–Heute: Solo Debüt mit[R.EBIRTH]undDamnRa
Am 4. Januar 2016 machte Ravi seine erste Vorabveröffentlichung für sein Mixtape [R.EBIRTH] mit dem Track Where Should I Go in Kollaboration mit Microdot. Die zweite Vorabveröffentlichung OX, die in einer Kollaboration mit Basick, dem Gewinner von Show Me the Money 4, aufgenommen wurde, erschien am 20. Januar 2016. Die dritte Vorabveröffentlichung Good Girls (kor. 착한 여자) featuring Hanhae und Soulman brachte er am 4. Februar 2016 heraus. Die vierte und letzte Vorabveröffentlichung Move erschien am 22. Februar 2016. Alle Vorabveröffentlichung wurden aus dem Youtube Channel von VIXX und auf Ravis Soundcloud Account veröffentlicht. Am 4. März 2016 erschien die Track-Liste auf Ravi’s Instagram-Account. Die volle Version von [R.EBIRTH] wurde am 12. März 2016 veröffentlicht und ist auf Soundcloud sowie Youtube frei verfügbar. Um die Veröffentlichung von [R.EBIRTH] zu feiern, präsentierte er am 19. und am 20. März 2016 eine Veranstaltung unter dem Titel Ravi’s 1st Live Party [R.EBIRTH] in der Hyundai Card Understage in Seoul. Mit ihm auf der Bühne standen unter anderem die Rapper Basick und EsBee, und der DJ und Produzent SAM&SP3CK. Seine Band-Kollegen waren als Gäste auf der Veranstaltung.
Am 14. Juli 2016 nahm Ravi an Jellyfish Entertainments neuem Musik-Channel-Projekt JellyBox teil und veröffentlichte die Single DamnRa zusammen mit SAM&SP3CK in Form eines Musikvideos.
Mit der Veröffentlichung von Kratos, im Oktober 2016, war Ravi an den Songtexten und der Komposition von über 46 Songs von VIXX beteiligt.
2017 folgte sein erstes Minialbum R.EAL1ZE mit der Leadsingle BOMB.
Im Juli 2018 wurde bekannt gegeben, dass Ravi im Oktober 2018 seine erste Europa-Solotour plante. Es waren Auftritte in 10 Städten geplant: Istanbul, Madrid, Wien, Amsterdam, Brüssel, Köln, Bukarest, Warschau, London und Paris.

## Diskografie

### Studioalben
| Jahr | Titel Musiklabel                                           | Höchstplatzierung, Gesamtwochen, AuszeichnungChartsChartplatzierungen (Jahr, Titel, Musiklabel, Platzierungen, Wochen, Auszeichnungen, Anmerkungen) | Anmerkungen                            |
| Jahr | Titel Musiklabel                                           | KR | Anmerkungen                            |
| ---- | ---------------------------------------------------------- | --- | -------------------------------------- |
| 2020 | El Dorado Groovl1n, Genie Music, Stone Music Entertainment | KR5 (2 Wo.)KR | Erstveröffentlichung: 24. Februar 2020 |
| 2022 | Love&Fight Groovl1n, Warner Music Korea                    | KR8 (1 Wo.)KR | Erstveröffentlichung: 8. Februar 2022  |

### EPs
| Jahr | Titel                                                               | Höchstplatzierung, Gesamtwochen, AuszeichnungChartsChartplatzierungen (Jahr, Titel, Platzierungen, Wochen, Auszeichnungen, Anmerkungen) | Anmerkungen                                  |
| Jahr | Titel                                                               | KR | Anmerkungen                                  |
| ---- | ------------------------------------------------------------------- | --- | -------------------------------------------- |
| 2017 | R.eal1ze Jellyfish Entertainment, CJ E&M                            | KR2 (5 Wo.)KR | Erstveröffentlichung: 9. Januar 2017         |
| 2019 | R.ook Book Jellyfish Entertainment                                  | KR6 (4 Wo.)KR | Erstveröffentlichung: 5. März 2019           |
| 2019 | Limitless (Part 1) Groovl1n, Genie Music, Stone Music Entertainment | — | Erstveröffentlichung: 8. November 2019       |
| 2019 | Limitless (Part 1) Groovl1n, Genie Music, Stone Music Entertainment | — | Erstveröffentlichung: 25. November 2019      |
| 2020 | Paradise Groovl1n, Warner Music Korea                               | — | Erstveröffentlichung: 28. Juli 2020          |
| 2021 | Roses Groovl1n, Warner Music Korea                                  | — | Erstveröffentlichung: 3. Juli 2021           |
| 2022 | Dessert Tape Groovl1n, Warner Music Korea                           | — | Erstveröffentlichung: 30. Juni 2022 mit Xydo |

### Mixtapes
- 2016: R.ebirth (Jellyfish Entertainment, CJ E&M)
- 2018: R.ebirth 2016 (Jellyfish Entertainment, CJ E&M)
- 2018: Nirvana (Jellyfish Entertainment, CJ E&M)
- 2018: K1tchen (Jellyfish Entertainment, CJ E&M)
- 2019: Nirvana II (Groovl1n, Genie Music, Stone Music Entertainment)

### Singles
| Jahr | Titel Album                       | Höchstplatzierung, Gesamtwochen, AuszeichnungChartsChartplatzierungen (Jahr, Titel, Album, Platzierungen, Wochen, Auszeichnungen, Anmerkungen) | Anmerkungen                                                |
| Jahr | Titel Album                       | KR | Anmerkungen                                                |
| ---- | --------------------------------- | --- | ---------------------------------------------------------- |
| 2016 | DamnRa –                          | — | Erstveröffentlichung: 2016 feat. SAM&SP3CK                 |
| 2016 | Who are U? –                      | — | Erstveröffentlichung: 2016 feat. Superbee                  |
| 2017 | Home Alone (나홀로 집에) R.eal1ze | KR83 (1 Wo.)KR | Erstveröffentlichung: 2017 feat. Jung Yong-hwa             |
| 2017 | Bomb R.eal1ze                     | KR60 (1 Wo.)KR | Erstveröffentlichung: 2017 feat. San E                     |
| 2018 | Adorable –                        | — | Erstveröffentlichung: 2018 feat. Yang Yo-seob of Highlight |
| 2019 | Live R.ook Book                   | — | Erstveröffentlichung: 2019 feat. Chungha                   |
| 2019 | Tuxedo R.ook Book                 | KR85 (1 Wo.)KR | Erstveröffentlichung: 2019                                 |
| 2019 | See-Through (녹는점) –            | — | Erstveröffentlichung: 2019 feat. Cold Bay                  |
| 2019 | Blossom –                         | KR67 (1 Wo.)KR | Erstveröffentlichung: 2019 feat. Eunha of GFriend          |
| 2019 | Vacay (베케이) –                  | — | Erstveröffentlichung: 2019                                 |
| 2019 | Q&A Limitless                     | — | Erstveröffentlichung: 2019 feat. Zene the Zilla            |
| 2019 | Brag Limitless                    | — | Erstveröffentlichung: 2019 feat. Chillin Homie             |
| 2019 | Limitless                         | — | Erstveröffentlichung: 2019 feat. Sik-K, Xydo               |
| 2019 | Drug Limitless                    | — | Erstveröffentlichung: 2019 feat. Keem Hyo-eun              |
| 2020 | Rockstar El Dorado                | — | Erstveröffentlichung: 2020 feat. Paloalto                  |
| 2020 | What About You (묻지마) –         | — | Erstveröffentlichung: 2020 mit Ailee                       |
| 2020 | Rain Drop (비♡) Paradise          | — | Erstveröffentlichung: 2020 feat. Lee Na-eun of April       |
| 2020 | Paradise                          | — | Erstveröffentlichung: 2020 feat. Ha Sung-woon              |
| 2020 | Leaf (낙엽) –                     | — | Erstveröffentlichung: 2020 feat. 10cm                      |
| 2021 | Bum (범) –                        | — | Erstveröffentlichung: 2021 feat. Chillin Homie & Kid Milli |
| 2021 | Cardigan Roses                    | — | Erstveröffentlichung: 2021 feat. Wonstein                  |
| 2021 | Flower Garden (꽃밭) Roses        | — | Erstveröffentlichung: 2021                                 |
| 2021 | Ani (애니) Love&Fight             | — | Erstveröffentlichung: 2021 feat. Jeon So-yeon of (G)I-DLE  |
| 2022 | Winner Love&Fight                 | — | Erstveröffentlichung: 2022 feat. Ash Island                |
| 2022 | Who We Are (안녕) –               | — | Erstveröffentlichung: 2022                                 |

### Gastbeiträge
| Jahr | Titel Album                                    | Höchstplatzierung, Gesamtwochen, AuszeichnungChartsChartplatzierungen (Jahr, Titel, Album, Platzierungen, Wochen, Auszeichnungen, Anmerkungen) | Anmerkungen                                                   |
| Jahr | Titel Album                                    | KR | Anmerkungen                                                   |
| ---- | ---------------------------------------------- | --- | ------------------------------------------------------------- |
| 2014 | Rock the World The First Mini Album            | — | Erstveröffentlichung: 2014 Chad Future feat. Ravi             |
| 2015 | Diamond Love Diamond Lover OST                 | — | Erstveröffentlichung: 2015 Rain feat. Ravi                    |
| 2015 | When It Rains (비가 내리면) Color              | KR41 (2 Wo.)KR | Erstveröffentlichung: 2015 Melody Day feat. Ravi              |
| 2016 | Feeling Abandoned The Original                 | — | Erstveröffentlichung: 2016 Kiggen feat. Eluphant, Ravi, Esbee |
| 2016 | Use Me –                                       | — | Erstveröffentlichung: 2016 Kim Wan-sun feat. Ravi             |
| 2016 | Wave +64                                       | — | Erstveröffentlichung: 2016 Microdot feat. Ravi, Lil Boi       |
| 2021 | I’m Unfamiliar (은근히 낯가려요) Debut Project | KR135 (1 Wo.)KR | Erstveröffentlichung: 2021 Moon Se-yoon feat. Ravi            |
| 2022 | My Love Love&Love                              | KR70 (1 Wo.)KR | Erstveröffentlichung: 2022 Seo In-guk feat. Ravi              |

## Konzerte
- 2016: Ravi’s 1st Live Party [R.EBIRTH]
- 2018: Ravi 1st Europe Tour

## Filmografie

### TV-Shows
| Jahr | Sender | Titel               | Anmerkung                                 |
| ---- | ------ | ------------------- | ----------------------------------------- |
| 2015 | Mnet   | Show Me the Money 4 | Kandidat, schied in der zweiten Runde aus |

### Auftritte in Musikvideos
| Jahr | Musikvideo                       | Künstler                 |
| ---- | -------------------------------- | ------------------------ |
| 2011 | Shake It Up                      | Seo In-guk               |
| 2012 | Let This Die                     | Brian Joo                |
| 2012 | Let This Die (Extended Eng Ver.) | Brian Joo                |
| 2014 | Rock the World                   | Chad Future (feat. Ravi) |
| 2015 | When It Rains                    | Melody Day (feat. Ravi)  |